# فيضانات أوروبا 2006

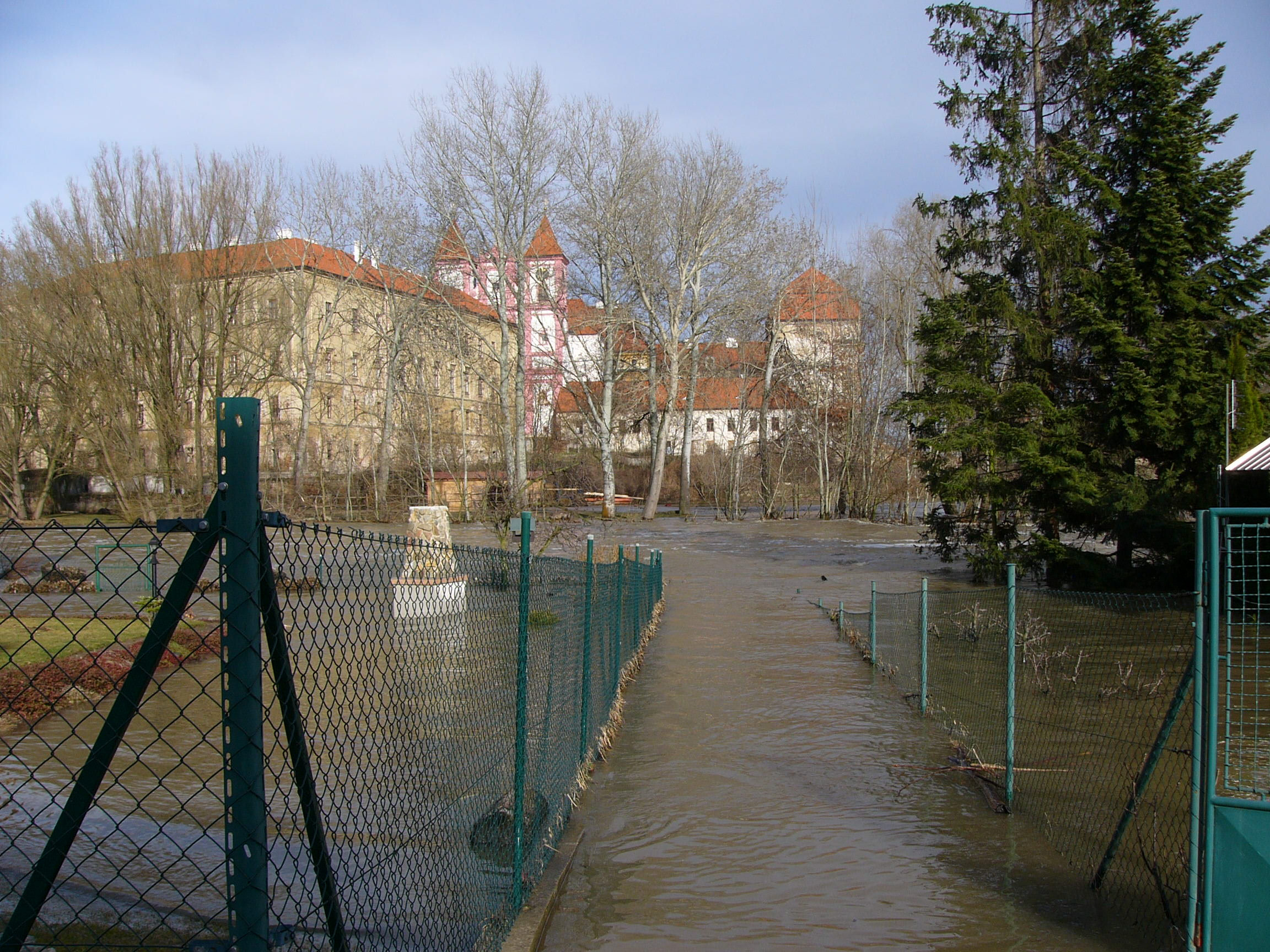
آثار الفيضانات في زنويمو.

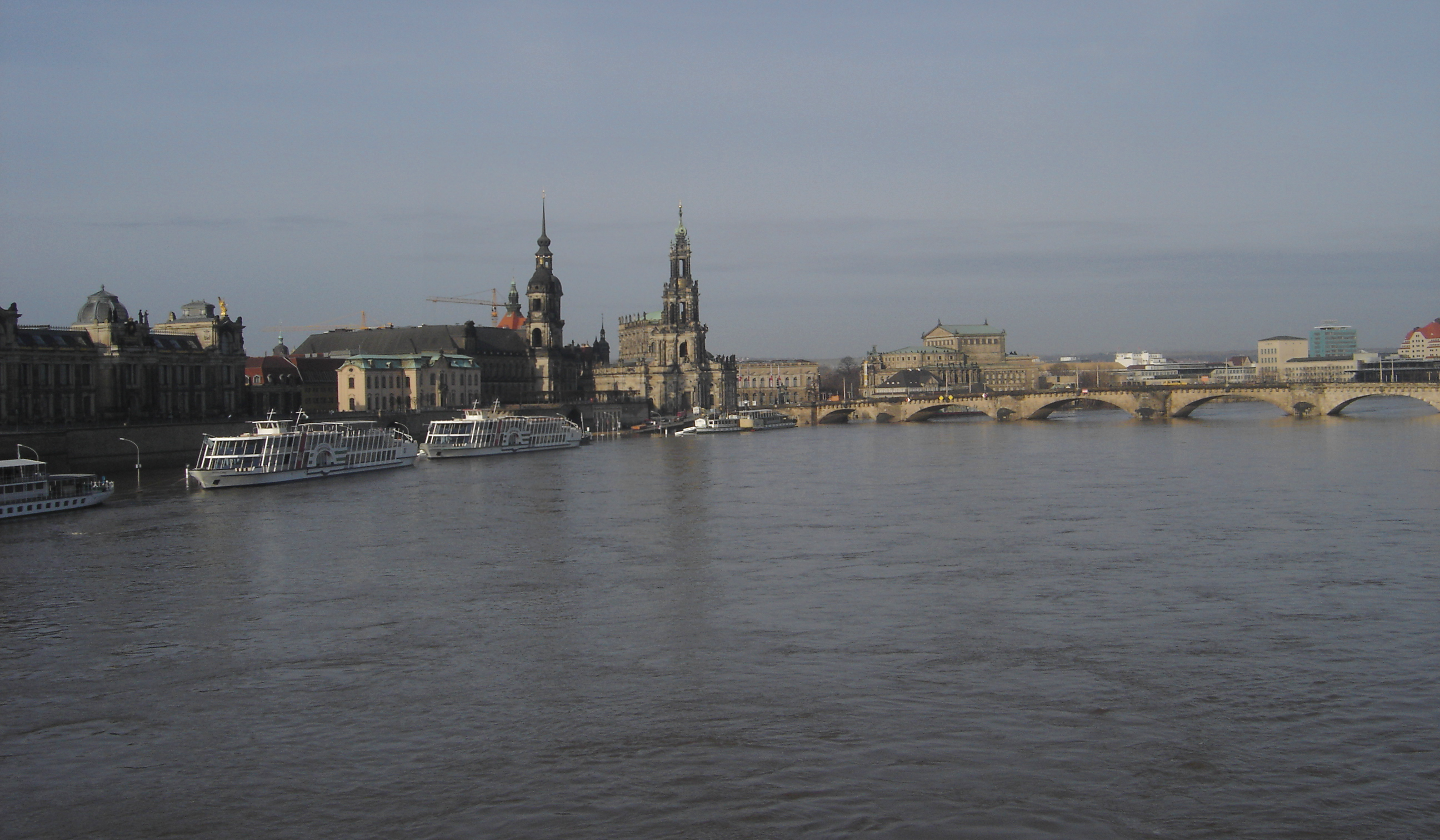
آثار الفيضانات في درسدن.

من فبراير إلى أبريل 2006، فاضت المياه في العديد من الأنهار في جميع أنحاء أوروبا، وخاصة في نهر إلبه ونهر دانوب، وذلك بسبب الأمطار الغزيرة وذوبان الثلوج وارتفعت إلى مستويات قياسية. وهذه هي أطول الأنهار في أوروبا الوسطى.

## جنوب شرق أوروبا
تسبب ارتفاع مستوى نهر دانوب في حدوث فيضانات كبيرة في أجزاء من صربيا وبلغاريا ورومانيا، مع وقوع أضرار بالممتلكات والبنية التحتية في الأماكن التي بالقرب من شواطئ النهر. وامتدت آثار ارتفاع المياه في جنوب شرق أوروبا لتصل إلى أنظمة السدود المائية الضعيفة في الدول المتأثرة.

### بلغاريا

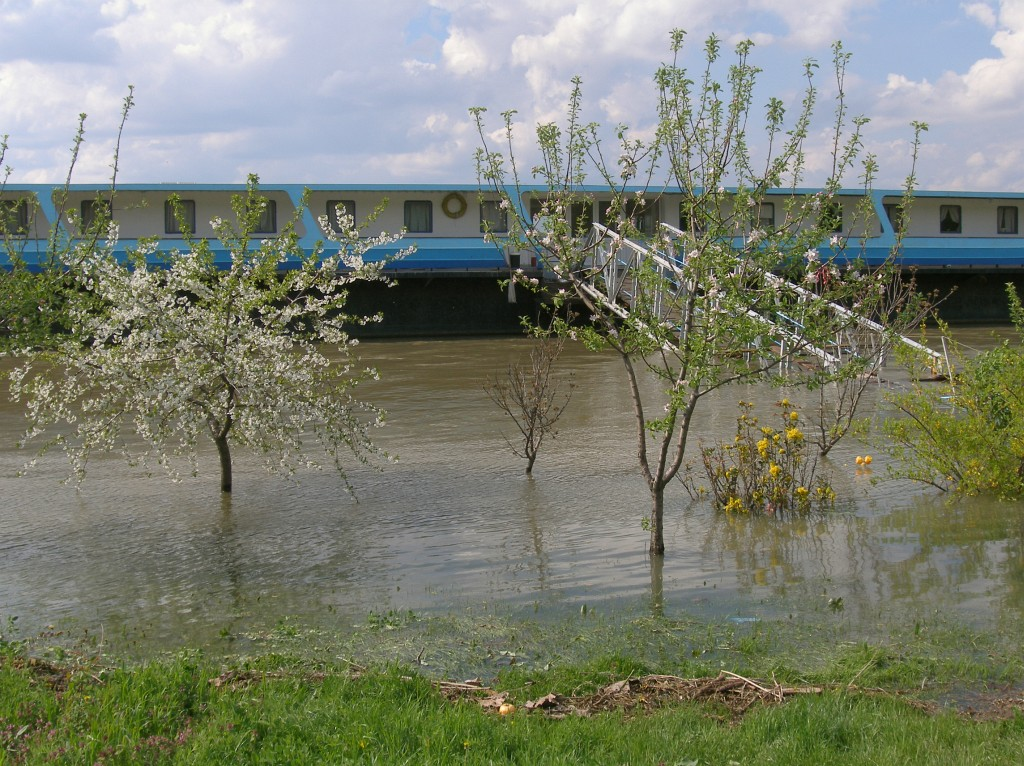
الأشجار في روسه في بلغاريا، تظهر ارتفاع مستوى الماء

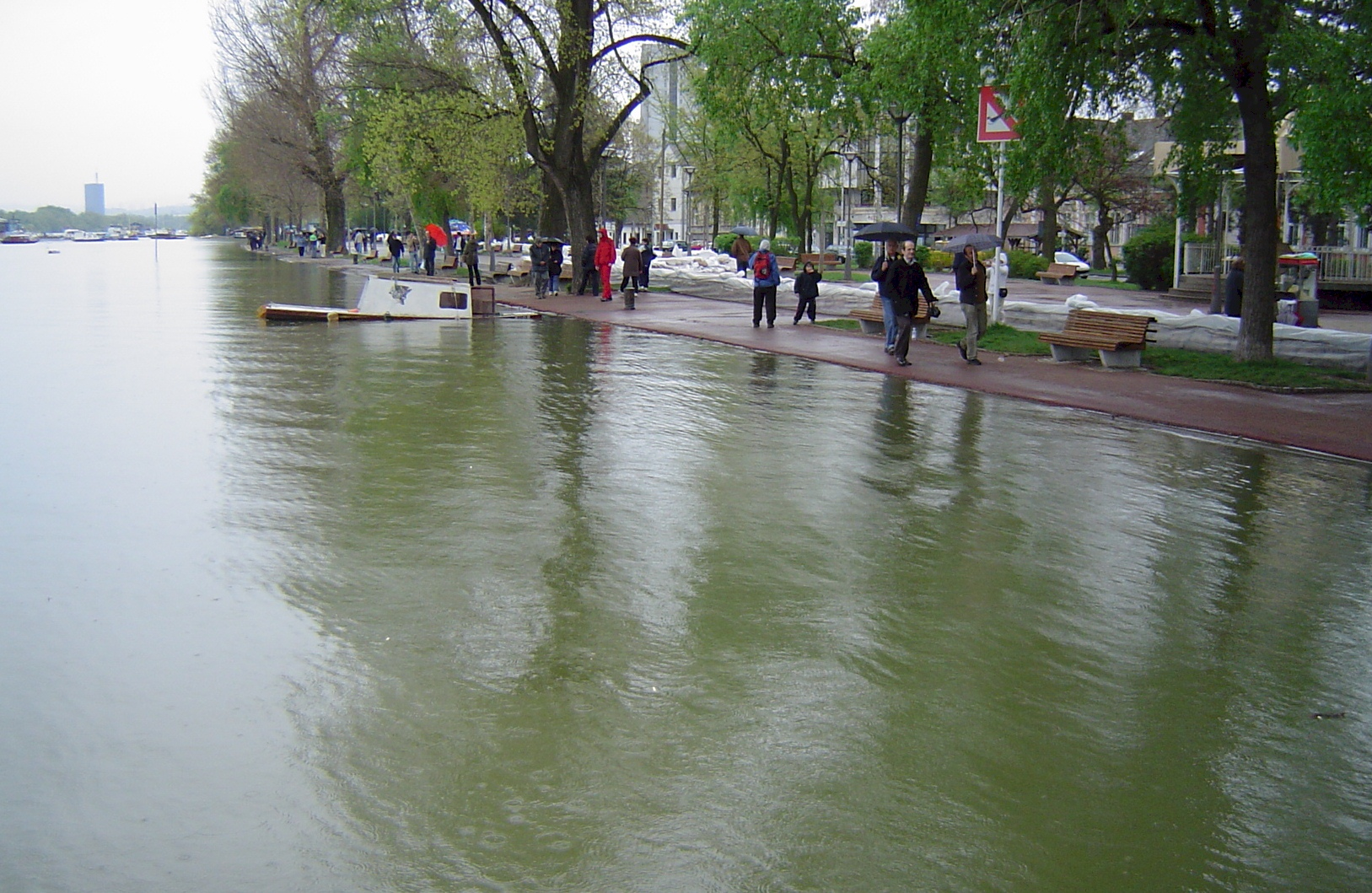
نهر دانوب في زيمون، صربيا، في أعلى مستوى له

كان في فيدن منطقة صناعية غمرها الفيضان وتم إجلاء أكثر من 300 شخص إلى مدينة من الخيام تبعد حوالي 20 كيلومترا من المدينة. وفي لوم، بلغاريا، غمر الفيضان 25 منزلاً، وفندقًا، والميناء (الذي يعد ثاني أكبر ميناء على نهر الدانوب في بلغاريا)، وحديقة نهر الدانوب. وأعلن حي بورونا في الجزء الشمالي الغربي من المدينة حالة الطوارئ. فمن بين 30000 شخص يعيشون في مدينة لوم، تجد 6000 شخص يهددهم خطر الفيضان. وتم إعداد المدرستين لاستيعاب أي شخص عند الضروري. وقد غمر الفيضان كتلاً خرسانية قليلة على طول حافة المياه بمدينة نيكوبول. وتم إجلاء 60 شخصًا وغمر الفيضان 57 مبنى، وكذلك الطريق الرئيسي من نيكوبول غربًا نحو بلفن. وفي مدينة روسه، وصل ارتفاع الماء في نهر الدانوب 9 أمتار، ليفوق بذلك الرقم القياسي السابق وهو 8.88 منذ عام 1970. وإجمالاً، فقد غمر الفيضان 400 مبنى على الأقل على الحدود الشمالية لبلغاريا ودمر العديد منها تمامًا.

### رومانيا
كانت فيضانات أوروبا 2006 واحدة من أكثر الكوارث الطبيعية تدميرًا في تاريخ رومانيا. وعلى الرغم من عدم وجود ضحايا من البشر، يعتقد أن الضرر المقدر يتجاوز أضرار فيضان رومانيا 1970.
حتى يوم 16 أبريل، ذكر أن الفيضانات غمرت 848 منزلاً مع تدمير 221 منهم. وكان ارتفاع منسوب المياه في نهر الدانوب في بداية الفيضان لا يزال أقل من المستوى القياسي الذي تم تسجيله عام 1895. وأمر مسؤولون رومانيون بغمر محدود لآلاف الهكتارات من المساحات الزراعية غير المستخدمة لمنع المزيد من الضرر في المدن بمختلف أنحاء رومانيا.
وفي 16 أبريل، بالمحليات راست ونيجوي، بإقليم دولج، تم إجلاء أكثر من 800 شخص، كما انهار سد بسبب ارتفاع منسوب المياه في نهر الدانوب. وغمرت المياه مئات المنازل وانهار أكثر من 100 منزل منهم.
بحلول 22 أبريل، بلغ عدد الأشخاص الذين تم إجلاؤهم من الإقليم 4000 شخص. وفي مدينة الميناء كالاراش، غمر الفيضان في يوم الاثنين، 17 أبريل، فندقًا كان قد افتتح حديثًا، مما تسبب في أضرار كبيرة بالمبنى وإجلاء عشرات من السياح.
بحلول هذا التاريخ، غمرت الفيضانات 730 كيلومترًا مربعًا من الأراضي و400 كم من الطرق، ودمرت 20 جسرًا، بينما تسببت أيضًا في أضرار بالأراضي الزراعية تقدر بـ 4.6 مليون ليو (1.5 مليون دولار أمريكي). بالإضافة إلى ذلك، تم غلق خمسة من مواني نهر الدانوب التسعة في رومانيا خلال فترة الفيضانات. ومع ذلك، قالت السلطات الرومانية يوم 22 أبريل إنه قد مرت أسوأ فترة من الفيضانات. وذكرت إيلينا أنجيل، عالمة هيدرولوجيا في المعهد القومي لعلوم المياه في رومانيا، أن «التوقعات تفاؤلية. فمن المحتمل أن يظل النهر مستقرًا على مدى يومين آخرين ثم يبدأ في الانخفاض».
ومع ذلك، بحلول 28 أبريل، بدأت السدود الرئيسية على طول نهر الدانوب تنهار في أقاليم دولج وكلاراشي وكونستانتسا وتولتشيا وجالاتسي، بعد عدة أسابيع من الضغط. وقد قامت السلطات بمزيد من عمليات الإجلاء في هذه المناطق، وارتفع عدد الذين تم إجلاؤهم إلى 16000 شخص. وبحلول هذا التاريخ، دمر ما يزيد على 300 منزل بالكامل مع أكثر من 150 قرية وبلدة تأثرت مباشرة من جراء الفيضانات.
واعتبارًا من 28 أبريل، ظلت السلطات تقوم بتقدير إجمالي للأضرار التي سببتها الفيضانات، ولكن لم يتم نشر التقديرات الدقيقة قبل منتصف مايو 2006.

### صربيا

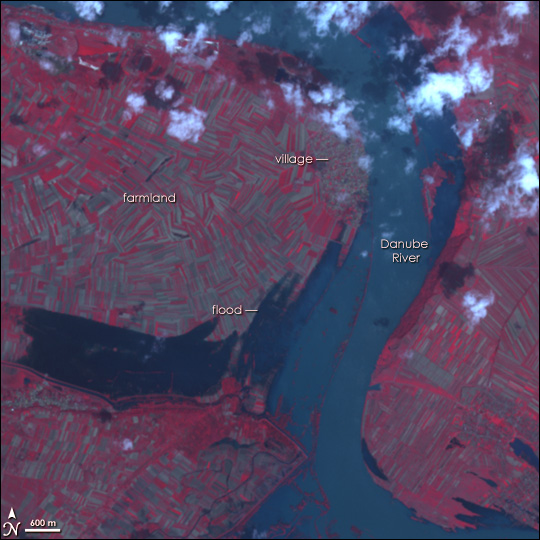
يمتد نهر الدانوب وسط الحقول الزراعية في الركن الشمالي الشرقي من صربيا، صورة مأخوذة من ASTER بالقمر الصناعي تيرا الخاص بوكالة ناسا، في 24 أبريل 2006.

في 16 أبريل 2006، أعلنت حالة الطوارئ في 10 مناطق بصربيا. وكانت المناطق المحيطة بثاني أكبر مدينة في صربيا،نوفي ساد، عرضة لخطر الفيضان بشكل خاص. وتضررت عشرات من المدن وتم إجلاء مئات الأشخاص. أما بالقرب من فيليكو غراديشتي، فقد وصل ارتفاع منسوب الماء في نهر الدانوب إلى 9.65 أمتار (ما يزيد عن 30 قدمًا). وغادر كثير من الناس هذه المناطق لأن الماء لا يمكن تنقيته.

### البلدان الأخرى
ذكر أيضًا وجود فيضانات في جمهورية مقدونيا، حيث غمر الفيضان العديد من القرى في وادي بيلاجونيجا بمقدونيا.

## ألمانيا و جمهورية التشيك
ارتفع أيضًا منسوب نهر إلبه بنسبة 13 سنتيمترًا أعلى من ارتفاعه في عام 2002 ببعض المناطق، ليسجل أعلى مستوى ارتفاع له منذ 150 عامًا. وفي ألمانيا، كان ارتفاع منسوب النهر بمدينة العصور الوسطى، هيتساكر، 7.63 أمتار، ليدمر العديد من المباني ويتسبب في أضرار كبيرة لممتلكات خاصة أخرى. وتأثرت أيضًا مدينة لاونبيرغ.
ولم تتأثر الولاية الألمانية، ساكسونيا، ولا جمهورية التشيك، لأنه في السنوات الأربع بعد فيضانات عام 2002 القياسية بني الشريكان نظامًا أقوى من السدود على طول نهر إلبه.
وفي 17 أبريل، تم إنهاء جميع حالات الطوارئ في كافة مقاطعات الولايات سكسونيا السفلى وساكسونيا أنهالت وبراندنبورغ بألمانيا.

## المجر

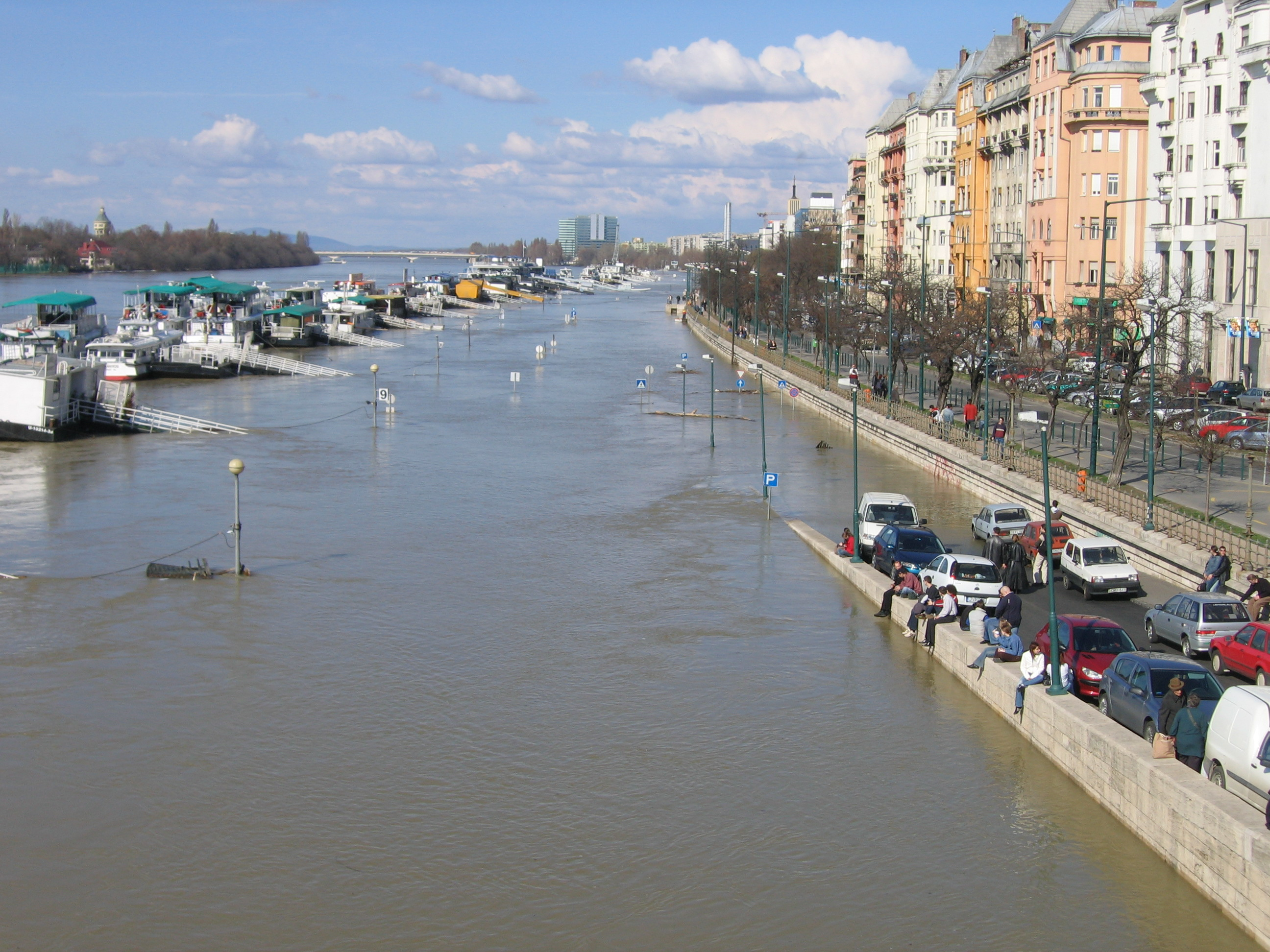
مدينة بست، في جزيرة مارغريت. هناك طريق مغمور بالكامل تحت الماء (2006-04-03)

كان ارتفاع نهر الدانوب في ذروته 865 سم (28 قدمًا و4 بوصات) في مدينة بودا بست، المجر، وهو أعلى من الرقم القياسي السابق البالغ 848 سم في عام 2002. وخلال الفيضانات ، تعرض حوالي 11000 مبنى لخطر الأضرار الناجمة عن الفيضانات، وهددت المياه 32000 شخص، وغمر 1.72 كيلومتر مربع (475 فدانًا) من الأراضي بالفعل تحت سطح الماء. ووضع المسؤولون أيضًا معظم المنطقة القريبة من نهر الدانوب تحت مستوى الحذر الثالث (في مقياس تدريجه حتى 3). كان الفيضان شديدًا لدرجة أنه هدد بالامتداد إلى باطن الأرض في بودابست، خلال محطة ميدان باتياني ـ ولكن لم يحدث ذلك. وتم غلق محطات القطارات تحت الأرض بميدان باتياني وكوبري مارغريت (H?V) من باب الاحتياط.
تزامن توقيت الفيضان، صدفة، مع الانتخابات البرلمانية المجرية لعام 2006.

## الأسباب
تم هدم العديد من الحواجز والسدود بسبب سوء البناء من قبل المسؤولين المحليين والوطنيين، وبسبب الشتاء القارس والطويل في أوروبا الوسطى. واستمر تساقط الثلوج بقدر كبير في أبريل وتجمدت العديد من المناطق، لذلك ظهر الصقيع ليغطي الماء الأرض بالكامل.

## المساعدات الإنسانية
أرسلت جمعية الصليب الأحمر المساعدات الإنسانية في شكل بطاطين ومراتب للمناطق المتضررة.
انظر أيضًا
- فيضانات أوروبا 2005
- فيضانات أوروبا 2002